# Рагимов, Ниджат Али оглы
Ниджат Али оглы Рагимов (азерб. Nicat Əli oğlu Rəhimov; род. 13 августа 1993, Баку, Азербайджан), известный также как Нижат Рахимов — казахстанский, ранее азербайджанский тяжелоатлет, чемпион мира 2015 года в весовой категории до 77 кг. Победитель юношеских Олимпийских игр 2010 года. В 2016 году завоевал золотую медаль летних Олимпийских игр, но был лишён её в 2022 году за нарушение антидопинговых правил.

## Биография

### Ранние годы. Выступления за Азербайджан
Ниджат Рагимов родился 13 августа 1993 года в Баку. Этнический азербайджанец.
В мае 2010 года в отборочном туре чемпионата Европы среди юношей, проходившем в Валенсии (Испания), Ниджат с результатом в 290 кг занял первое место.
17 августа 2010 года стал победителем летних юношеских Олимпийских игр, прошедших в Сингапуре. Тренером Ниджата был двукратный чемпион мира Низами Пашаев.
В 2013 году Рагимов представлял Азербайджан на летней Универсиаде в Казани, на церемонии открытия которой был знаменосцем сборной Азербайджана. В этом же году на юниорском чемпионате мира в Перу занял в второе место.
Летом 2013 года в результате проверки азербайджанских штангистов на допинг сразу 18 местных штангистов, включая Рагимова, были дисквалифицированы. У всех, за одним исключением, в пробах было обнаружено вещество дегидрометилтестостерон, входящее в состав анаболического стероида орал туринабол.

### Конфликт с федерацией. Уход из сборной Азербайджана
В августе 2014 года Ниджат Рагимов принял гражданство Казахстана, согласившись выступать в составе сборной этой страны под именем Нижат Рахимов. Причиной этому стало, по словам отца атлета Али Рагимова, отсутствие дисциплины в составе сборной Азербайджана. По его словам, новый болгарский тренер сборной Златан Ванев создавал условия только для своих, болгарских атлетов-легионеров, и ему не выгодно было работать с азербайджанским штангистом. На тренировках Ванева, по словам Али Рагимова, с ребятами серьезно не занимались, спортсмены буквально спали на тренировках. Все это отразилось на Ниджате, который неудачно выступил на Универсиаде 2013 года в Казани. На Исламские же игры и на молодежный чемпионат Европы Рагимова не отпустили. Причиной тому стало то, что Рагимова на эти игры тренировал его отец, в прошлом спортсмен и мастер спорта СССР, а не тренер сборной Златан Ванев, у которого Рагимов заниматься не хотел из-за отсутствия дисциплины в составе сборной, которой руководил Ванев. Также, по словам Али Рагимова, Ванев давал своим подопечным допинг. Когда Али Рагимов сказал, что Ниджат уходит, в федерации тяжёлой атлетики Азербайджана предложили попробовать вариант с Грузией, но в итоге Рагимов выбрал Казахстан.
По приезде в Казахстан, Рагимова посмотрел турецкий тренер сборной Энвер Туркелери, сделавший олимпийскими чемпионами Наима Сулейманоглу и Халила Мутлу. В январе 2014 года Рагимов снова приехал в Казахстан на сборы в Талдыкоргане. В первое время, по словам Ниджата, ему было сложно в Казахстане, так как он не знал русского языка, из-за того, что учился в азербайджанской школе. Сложно было также адаптироваться к погодным условиям в Казахстане.

### Выступление за Казахстан
По истечении срока двухлетней дисквалификации Рагимов дебютировал за сборную Казахстана на Гран-при в Китае, где в весовой категории до 85 кг занял четвёртое место
В ноябре 2015 года на чемпионате мира в Хьюстоне в составе сборной Казахстана по тяжелой атлетике стал чемпионом мира, показав лучший результат в толчке и в сумме двоеборья.
В августе 2016 года победил на Олимпийских играх в Рио-де-Жанейро, установив мировой рекорд в толчке — 214 кг. Подняв победный вес, Рагимов пустился в пляс, исполнив традиционную лезгинку.
В 2017 году Рагимов вместе со сборной готовился к чемпионату мира, был на сборах в Сочи, Шымкенте, Таразе, Текели. Однако, позже выяснилось, что федерация тяжёлой атлетики Казахстана из-за 10 положительных допинг-проб на различных соревнованиях дисквалифицирована сроком на год с запретом на участие в соревнованиях под эгидой IWF. По словам Рагимова, он, вероятнее всего, пропустил бы этот чемпионат мира из-за того, что не сильно готовился и был не в форме.
В начале ноября 2018 года на чемпионате мира в Ашхабаде олимпийский чемпион в весовой категории до 73 кг в рывке реализовал только один подход из трёх — 147 кг, а в толчке поднял лишь 185 кг и 190 кг. От третьей попытки Рагимов был вынужден отказаться из-за небольшой травмы и получил малую бронзу. Итог его выступления — 337 кг и общее 8 место.
В марте 2022 года за использование допинга был лишён золотой медали Олимпиады-2016 и дисквалифицирован на 8 лет.

### Результаты выступлений
| Год                      | Соревнование                                                     | Место проведения  | Весовая категория | Рывок  | Толчок | Сумма двоеборья | Место |
| Представляет Азербайджан |                                                                  |                   |                   |        |        |                 |       |
| 2008                     | Чемпионат Европы среди юношей                                    | Амьен             | до 62 кг          | 98 кг  | 115 кг | 213 кг          | 12    |
| 2009                     | Чемпионат мира среди юношей                                      | Чиангмай          | до 69 кг          | 115 кг | 146 кг | 261 кг          | 6     |
| 2009                     | Чемпионат Европы среди юношей                                    | Эйлат             | до 69 кг          | 121 кг | 145 кг | 266 кг          | 5     |
| 2010                     | Юношеские Олимпийские игры — Европейский квалификационный турнир | Валенсия          | до 69 кг          | 131 кг | 159 кг | 290 кг          | 1     |
| 2010                     | Юношеские Олимпийские игры                                       | Сингапур          | до 69 кг          | 134 кг | 161 кг | 295 кг          | 1     |
| 2011                     | Чемпионат Европы среди юниоров                                   | Бухарест          | до 69 кг          | 132 кг | 155 кг | 287 кг          | 8     |
| 2012                     | Чемпионат мира среди юниоров                                     | Антигуа-Гуатемала | до 77 кг          | 148 кг | 185 кг | 333 кг          | 4     |
| 2012                     | Чемпионат Европы среди юниоров                                   | Эйлат             | до 77 кг          | 150 кг | 182 кг | 332 кг          | 5     |
| 2013                     | Чемпионат мира среди юниоров                                     | Лима              | до 77 кг          | 153 кг | 187 кг | 340 кг          | 2     |
| 2013                     | Универсиада                                                      | Казань            | до 77 кг          | —      | —      | —               | DNF   |
| Представляет Казахстан   |                                                                  |                   |                   |        |        |                 |       |
| 2015                     | Кубок мира                                                       | Фучжоу            | до 85 кг          | 160 кг | 190 кг | 350 кг          | 4     |
| 2015                     | Чемпионат мира                                                   | Хьюстон           | до 77 кг          | 165 кг | 207 кг | 372 кг          | 1     |
| 2016                     | Чемпионат Казахстана                                             | Талдыкорган       | до 85 кг          | 162 кг | 211 кг | 373 кг          | 1     |
| 2016                     | Олимпиада                                                        | Рио-де-Жанейро    | до 77 кг          | —      | —      | —               | DSQ   |
| 2018                     | Чемпионат Казахстана                                             | Талдыкорган       | до 81 кг          | 150 кг | 185 кг | 335 кг          | 2     |
| 2018                     | Чемпионат мира                                                   | Ашхабад           | до 73 кг          | 147 кг | 190 кг | 337 кг          | 8     |
| 2018                     | International Qatar Cup                                          | Доха              | до 73 кг          | 135 кг | 141 кг | 276 кг          | 3     |
| 2019                     | Чемпионат Азии                                                   | Нинбо             | до 89 кг          | —      | —      | —               | DNS   |